# Valeyres-sous-Ursins
Valeyres-sous-Ursins – miejscowość i gmina (commune) w zachodniej Szwajcarii, w kantonie Vaud, w okręgu (district) Jura-Nord vaudois. Leży nad rzeką Buron. 

## Demografia
W Valeyres-sous-Ursins mieszka 241 osób. W 2021 roku 6,6% populacji gminy stanowiły osoby urodzone poza Szwajcarią.

## Transport
Przez teren gminy przebiega droga główna nr 5.